# アスワン (競走馬)
アスワン（欧字名:Aswan、1979年5月14日 - 不明）は、日本の競走馬、種牡馬。主な勝ち鞍に1982年の京成杯、NHK杯。

## 競走馬時代

### デビュー前
リリーオブザナイルは、アメリカで5戦1勝の成績を残した。1969年に繁殖牝馬として日本に輸入され、1975年までに4頭を生産した。しかし1976年のエルセンタウロ、77年のノーザンテーストを種付けたが、続けて産駒を残すことができなかった。1978年はノーザンテーストを種付けし牡馬が生まれたものの、競走馬としてデビューすることはなかった。その後、3年連続でノーザンテーストが種付けされた。
1979年5月15日、北海道勇払郡早来町の社台ファーム早来にて鹿毛の牡馬（後のアスワン）が生まれる。牧場では、同じ世代に鹿毛が多く、とりわけ注目されていたわけではなかった。吉田善哉は、「体形がノーザンダンサーそっくりなので気に入った馬でした」としていた。しかし両前脚が内向しており、疲れが発生しやすく、十分な調教を行うことが容易ではなかった。
吉田はその牡馬を、母リリーオブザナイル（ナイルの百合）からの連想で、ナイル川の中流にあるダム「アスワン・ハイ・ダム」にちなんで「アスワン」と命名し、美浦トレーニングセンターの松山吉三郎厩舎に預けられた。

### 3歳
1981年11月29日、中山競馬場ダート1200メートルの新馬戦でデビュー。リリーオブザナイルの産駒では、1975年生の4番仔ヨドセンリヨウ以来となる5頭目の産駒デビューとなった。1番人気に推され、中位から進んだものの、ダイナビーナスに及ばず2着に敗れた。中1週の間隔で12月13日、芝1600メートルの新馬戦に、再度1番人気に推されて出走。4番手の好位から抜け出し、後続に1馬身半差をつけて勝利した。

### 4歳
1982年1月10日、中山芝1600メートルの京成杯に出走。3歳時に活躍を見せたホクトフラッグなどの出走がなく、クラシックに向けて新たな勢力の台頭する気運が高まっていた。葉牡丹賞を制したコンゴウサバンナや福島3歳ステークスを制したセレタスポートなどが上位人気となる中、8枠13番の大外に収まり6番人気の評価だった。1枠のサクラサワヤカオーがハナを奪って逃げる中、後方待機を選択。第2コーナーでいったん中団まで進出したが再び後方に戻り、先頭が前半の1000メートルを58秒4で通過するハイペースとなった。最後の直線に入り、外から馬群の間を抜けて追撃を開始し、内を突いて一足先に抜け出したダッシングハグロをアタマ差捕えて先頭で入線。重賞勝利を成し遂げた。騎乗した吉永正人は、新馬戦直後で持ちタイムや実績が乏しい中「着でも拾えれば（5着以内に入れば）上出来」と戦前は考えていたが、「エンジンがかかってからの脚の回転はケタ違いに速かった」と振り返り、クラシックの有力馬の1頭と目されるようになった。
裂蹄のため2ヶ月の休養となり、3月7日の弥生賞で復帰。3番人気に推され、6番手から追い込んだが、関西から遠征したサルノキングに及ばず3着、皐月賞の出走権を得た。しかし、皐月賞では7着と敗れた。
5月9日のNHK杯では皐月賞で1から5着が揃って出走し、7番人気の評価だった。中団の後方につけ、スタートからゲイルスポートが逃げた。1000メートルを58秒3で通過し同じ年の皐月賞よりも速いペースとなった。直線では先行からロングヒエンが先に抜け出した、その内側から脚を伸ばしてかわし、追う小島太騎乗のアズマハンター、岡部幸雄騎乗のアサカシルバーと馬体を併せて入線、クビ差の決着で優勝した。2度目の重賞勝利となり、東京優駿（日本ダービー）が期待されていた。しかし、レントゲン検査の結果「第3指節種子骨骨折」を発症していることがわかり、全治6か月となった。放牧がなされ、1983年3月に美浦トレーニングセンターに復帰の準備が進められたが、一頓挫あり、結局競走馬を引退、種牡馬となった。

## 競走成績
以下の内容は、netkeiba.comの情報に基づく。
| 年月日 | 年月日 | 年月日 | 競馬場 | 競走名  | 頭 数 | 枠 番 | 馬 番 | 人気        | 着順 | 距離          | タイム | 騎手     | 斤量 [kg] | 着差      | 勝ち馬／（2着馬）    |
| ------ | ------ | ------ | ------ | ------- | ----- | ----- | ----- | ----------- | ---- | ------------- | ------ | -------- | --------- | --------- | -------------------- |
| 1981   | 11.    | 29     | 中山   | 3歳新馬 | 13    | 5     | 6     | 2.5（1人）  | 2着  | ダ1200m（稍） | 1.12.6 | 吉永正人 | 54        | -0.4秒    | ダイナビーナス       |
|        | 12.    | 13     | 中山   | 3歳新馬 | 17    | 6     | 12    | 2.6（1人）  | 1着  | 芝1600m（良） | 1.37.7 | 吉永正人 | 54        | 1 1/2馬身 | （タイガーシャトル） |
| 1982   | 1.     | 10     | 中山   | 京成杯  | 13    | 8     | 13    | 17.1（6人） | 1着  | 芝1600m（良） | 1.36.7 | 吉永正人 | 55        | アタマ    | （ダッシングハグロ） |
|        | 3.     | 7      | 中山   | 弥生賞  | 7     | 6     | 6     | 9.6（3人）  | 3着  | 芝1800m（重） | 1.52.0 | 吉永正人 | 55        | -0.6秒    | サルノキング         |
|        | 4.     | 18     | 中山   | 皐月賞  | 20    | 2     | 3     | 16.9（7人） | 8着  | 芝2000m（良） | 2.03.7 | 吉永正人 | 57        | -1.2秒    | アズマハンター       |
|        | 5.     | 9      | 東京   | NHK杯   | 16    | 7     | 14    | 32.8（7人） | 1着  | 芝2000m（良） | 2.01.5 | 吉永正人 | 56        | クビ      | （アズマハンター）   |

## 種牡馬時代
1984年春から種牡馬となった。父ノーザンテーストは社台ファームが中心であったため、それまでは日高地方ではノーザンテーストを種付けすることは困難だった。しかしその後継が門別スタリオンステーションで導入され人気を集めた。下河辺俊行を会長とするシンジゲート「アスワン会」が結成され、1株300万円の計60株、1億8000万円の価格が設定され、すぐに完売した。初年度は63頭が種付けされて、50頭の産駒を残した。1988年には富川町のブリーダーズ・スタリオン・ステーションに移動した。
1989年には種付けを行った66頭中65頭、90年も65頭中64頭が受胎し、98パーセント超の受胎率であった。1991年時点で横尾一彦は「産駒の中からGIホースが誕生するのも時間の問題」としていたが、引退までにGI優勝馬は残せなかった。
サイアーランキングでは、1990年から1998年までは13位から51位と内国産種牡馬の中では上位に位置していたが、それ以降は活躍馬も少なく、2004年9月11日に 用途変更、種牡馬を引退した。だが、重賞レースを勝っているにもかかわらず功労馬繋養展示事業の対象馬になることはなく、その後の消息は分かっていない。

### 主な産駒
- 1985年産
  - メジロアルダン（高松宮杯、東京優駿2着）[7]
  - パピヨンフブキ（関東オークス）[7]
- 1986年産
  - リリーズブーケ（サファイアステークス）[7]
- 1987年産
  - ツルマイアスワン（ラジオたんぱ賞）[7]

- 1990年産
  - ロイヤルハーバー（群馬記念）
  - エルカーサコスモ（ニューイヤーカップ）
- 1991年産
  - グリーンサンダー（佐賀記念）
- 1994年産
  - パーソナリティワン（新潟3歳ステークス）
- 1995年産
  - アイディアルクイン（九州大賞典、九州王冠）
- 1998年産
  - カーディアンゴット（ロジータ記念）

### ブルードメアサイアーとしての主な産駒
- 1989年産
  - ミヤシロテュードオ（父マグニテュード、シアンモア記念2連覇、南部駒賞、東北サラ3歳Ch）
- 1996年産
  - ブゼンキャンドル（父モガミ、秋華賞）
  - マルゴウィッシュ（父リファーズウィッシュ、新潟ジャンプステークス）
- 1999年産
  - ノムラリューオー（父スキャン、京浜盃、黒潮盃、シアンモア記念）
  - メモリーブロンコ（父ミホノブルボン、北関東ダービー、北関東菊花賞、スプリンターズカップ、スプリンターズ賞、青峰賞、エメラルドカップ）
- 2002年産
  - ベストタイザン（父ジェニュイン、園田金盃、園田フレンドリーカップ、笠松グランプリ、白銀争覇、サマーカップ、東海桜花賞）
- 2012年産
  - キングプライド（父サウスヴィグラス、筑紫野賞、背振山賞、古伊万里賞、九州ダービー、英彦山賞、鶴見岳賞、嘉瀬川賞、六角川賞、尾鈴山賞2連覇、阿蘇山賞、宝満山賞、九州オールカマー、球磨川賞、佐賀スプリングカップ2連覇、はがくれ大賞典）

## 血統表
| アスワンの血統                                               | アスワンの血統                                  | アスワンの血統                                  | （血統表の出典）                                | （血統表の出典） |
| 父系                                                         | ノーザンテースト系                              | ノーザンテースト系                              | ノーザンテースト系                              | [ § 2 ]          |
| 父 *ノーザンテースト Northern Taste 1971 栗毛 カナダ         | 父の父Northern Dancer 1961 鹿毛 カナダ          | Nearctic                                        | Nearco                                          | Nearco           |
| 父 *ノーザンテースト Northern Taste 1971 栗毛 カナダ         | 父の父Northern Dancer 1961 鹿毛 カナダ          | Nearctic                                        | Lady Angela                                     |                  |
| 父 *ノーザンテースト Northern Taste 1971 栗毛 カナダ         | 父の父Northern Dancer 1961 鹿毛 カナダ          | Natalma                                         | Native Dancer                                   | Native Dancer    |
| 父 *ノーザンテースト Northern Taste 1971 栗毛 カナダ         | 父の父Northern Dancer 1961 鹿毛 カナダ          | Natalma                                         | Almahmoud                                       |                  |
| 父 *ノーザンテースト Northern Taste 1971 栗毛 カナダ         | 父の母Lady Victoria 1962 黒鹿毛 カナダ          | Victoria Park                                   | Chop Chop                                       | Chop Chop        |
| 父 *ノーザンテースト Northern Taste 1971 栗毛 カナダ         | 父の母Lady Victoria 1962 黒鹿毛 カナダ          | Victoria Park                                   | Victoriana                                      |                  |
| 父 *ノーザンテースト Northern Taste 1971 栗毛 カナダ         | 父の母Lady Victoria 1962 黒鹿毛 カナダ          | Lady Angela                                     | Hyperion                                        | Hyperion         |
| 父 *ノーザンテースト Northern Taste 1971 栗毛 カナダ         | 父の母Lady Victoria 1962 黒鹿毛 カナダ          | Lady Angela                                     | Sister Sarah                                    |                  |
| 母 *リリーオブザナイル Lily of the Nile 1966 黒鹿毛 アメリカ | 母の父Never Bend 1960 黒鹿毛                    | Nasrullah                                       | Nearco                                          | Nearco           |
| 母 *リリーオブザナイル Lily of the Nile 1966 黒鹿毛 アメリカ | 母の父Never Bend 1960 黒鹿毛                    | Nasrullah                                       | Mumtaz Begum                                    |                  |
| 母 *リリーオブザナイル Lily of the Nile 1966 黒鹿毛 アメリカ | 母の父Never Bend 1960 黒鹿毛                    | Lalun                                           | Djeddah                                         | Djeddah          |
| 母 *リリーオブザナイル Lily of the Nile 1966 黒鹿毛 アメリカ | 母の父Never Bend 1960 黒鹿毛                    | Lalun                                           | Be Faithful                                     |                  |
| 母 *リリーオブザナイル Lily of the Nile 1966 黒鹿毛 アメリカ | 母の母Nile Lily 1954 黒鹿毛                     | Roman                                           | Sir Gallahad III                                | Sir Gallahad III |
| 母 *リリーオブザナイル Lily of the Nile 1966 黒鹿毛 アメリカ | 母の母Nile Lily 1954 黒鹿毛                     | Roman                                           | Buckup                                          |                  |
| 母 *リリーオブザナイル Lily of the Nile 1966 黒鹿毛 アメリカ | 母の母Nile Lily 1954 黒鹿毛                     | Azalea                                          | Sun Teddy                                       | Sun Teddy        |
| 母 *リリーオブザナイル Lily of the Nile 1966 黒鹿毛 アメリカ | 母の母Nile Lily 1954 黒鹿毛                     | Azalea                                          | Coquelicot F-No.10-a                            |                  |
| 母系(F-No.)                                                  | 10号族(FN:10-a)                                 | 10号族(FN:10-a)                                 | 10号族(FN:10-a)                                 | [ § 3 ]          |
| 5代内の近親交配                                              | Lady Angela4×3=18.75%（父内）、Nearco4×4=12.50% | Lady Angela4×3=18.75%（父内）、Nearco4×4=12.50% | Lady Angela4×3=18.75%（父内）、Nearco4×4=12.50% | [ § 4 ]          |
| 出典                                                         | 1. 2. 3. 4.                                     | 1. 2. 3. 4.                                     | 1. 2. 3. 4.                                     | 1. 2. 3. 4.      |

母・リリーオブザナイルの牝系からは、姉・ヨドセンリョウからセンリョウヤクシャ（阪急杯）、ヨドセンリョウ→ユメシバイの牝系からショウワモダン（安田記念、ダービー卿チャレンジトロフィー勝ち）・ユメノシルシ（新潟記念）兄弟、ヨドセンリョウ→ザンベージの牝系からトーセンシャナオー（セントライト記念）、シャドウスケイプ（根岸ステークス、クラスターカップ）などが出ている。